# Antoine Duléry
Antoine Duléry (París, 14 de noviembre de 1959) es un actor, guionista y escritor de diálogos francés. 
Es nieto de Albert Duléry, actor trágico que trabajó en la Comédie-Française con el nombre artístico de Albert Reyval.
En 1994, después de divorciarse de una estilista y de haber mantenido una relación con la actriz Mathilde Seigner, conoció a Pascale con quien tiene dos hijos.

## Filmografía como actor

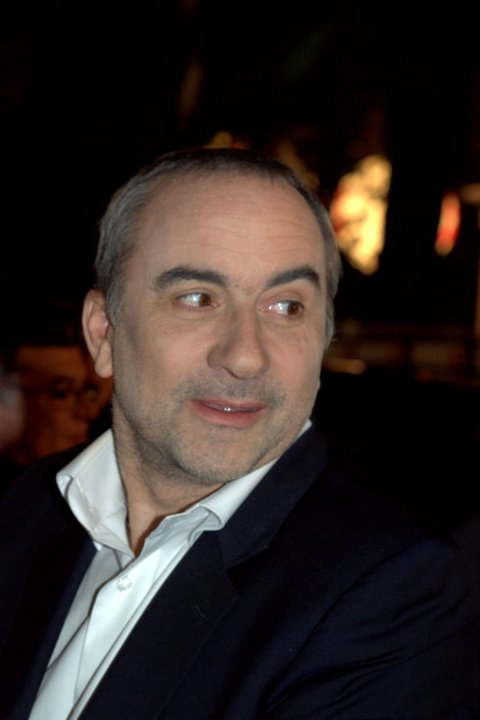
Antoine Duléry en los NRJ Music Awards 2011.

### Cine
- 1971: Celles qu'on n'a pas eues, de Pascal Thomas.
- 1984: Stress, de Jean-Louis Bertucelli.
- 1986: On a volé Charlie Spencer, de Francis Huster: El hombre con corneta
- 1988: Blanc de Chine, de Denys Granier-Deferre: Bastien
- 1989: Moitié-moitié, de Paul Boujenah: Xavier
- 1989: Comédie d'amour, de Jean-Pierre Rawson: El escritor
- 1991: Las flores del mal, de Jean-Pierre Rawson: Baudelaire
- 1993: Tout ça... pour ça !, de Claude Lelouch: Antoine, el dueño del restaurante
- 1993: Profil bas, de Claude Zidi: Franck
- 1994: Le Voleur et la Menteuse, de Paul Boujenah.
- 1994: La Vengeance d'une blonde, de Jeannot Szwarc: Alex
- 1995: Los miserables, de Claude Lelouch: El matón loco
- 1995: Lumière et Compagnie, trozo dirigido por Claude Lelouch.
- 1996: L'Échappée belle, de Étienne Dhaene: Clovis Delmotte
- 1996: Hommes, femmes, mode d'emploi, de Claude Lelouch.
- 1997: La Ballade de Titus, de Vincent de Brus: Monsieur Marsan
- 1998: Ça reste entre nous, de Martin Lamotte: Gilles
- 1999: Du bleu jusqu'en Amérique, de Sarah Lévy: El padre de Martine
- 2000: Meilleur Espoir féminin, de Gérard Jugnot: Stéphane
- 2000: Le Cœur à l'ouvrage, de Laurent Dussaux: Profesor de teatro
- 2001: Grégoire Moulin contre l'humanité, de Artus de Penguern: Emmanuel Lacarrière
- 2002: Sexes très opposés, de Eric Assous: Cyril
- 2003: Toutes les filles sont folles, de Pascale Pouzadoux: Raoul
- 2004: Mariages !, de Valérie Guignabodet: Hugo
- 2004: Mariage mixte, de Alexandre Arcady: Jo
- 2004: Clara et moi, de Arnaud Viard: BT
- 2004: Les Parisiens, de Claude Lelouch: un restaurador
- 2005: Brice de Nice, de James Huth: Micky la leyenda
- 2005: Le Courage d'aimer, de Claude Lelouch: Estafador dueño de la cafetería
- 2005: L'Anniversaire, de Diane Kurys: Charlie
- 2006: Jean-Philippe, de Laurent Tuel: Chris Summer
- 2006: Camping, de Fabien Onteniente: Paul Gatineau
- 2008: Disco, de Fabien Onteniente
- 2008: Les Dents de la nuit, de Stephen Cafiero y Vincent Lobelle: Lefranc
- 2008: Magique, de Philippe Muyl: Auguste
- 2008: Mes stars et moi, de Lætitia Colombani: El teniente Bart
- 2009: De l'autre côté du lit, de Pascale Pouzadoux: Maurice
- 2009: Un homme et son chien de Francis Huster
- 2009: Victor de Thomas Gilou: Guilaume Saillard
- 2010: Camping 2 (rodaje previsto en agosto de 2009)-[1]

### Cortometrajes
- 1996: Les Voisins de Artus de Penguern.
- 1998: La Polyclinique de l'amour de Artus de Penguern.
- 1999: Faire part de Philippe Caroit.
- 2000: A deux pas de la comète de Alexandre Mehring.
- 2002: Chantage de Christelle Lamarre.

### Televisión
- 1995: Sixième classique, de Bernard Stora: Michel Bertrand
- 1998: Deux mamans pour Noël, de Paul Gueu: Éric
- 1999: Juliette: service(s) compris
- 2000: La Femme de mon mari, de Charlotte Brandström.
- 2000 hasta 2002 Lyon Police Spéciale: Commissaire Joël Roman
- 2001: L'Aîné des Ferchaux, de Bernard Stora: Andréani
- 2003: Les Robinsonnes, de Laurent Dussaux: Jean-Claude
- 2005: Fête de famille: Marc
- 2006: Petits meurtres en famille, de Edwin Baily: Comisario Larosière
- 2007: L'Affaire Ben Barka de Jean-Pierre Sinapi: Leroy-Finville
- 2009: Les Petits Meurtres d'Agatha Christie: Les Meurtres ABC de Eric Woreth : El Comisario Larosière
- 2009: Les Petits Meurtres d'Agatha Christie: Am Stram Gram de Stéphane Kappès: El Comisario Larosière
- 2009: Les Petits Meurtres d'Agatha Christie: La maison du péril de Eric Woreth: lEl Comisario Larosière
- 2013: Asesinato en... (France 3).

## Como guionista y escritor de diálogos
- 2003: Toutes les filles sont folles, de Pascale Pouzadoux.

## Teatro
- 1985: Impasse-Privé de Christian Charmetant y Antoine Duléry, puesta en escena de Michel Berto, Théâtre de l'Athénée.
- 1985: Le Cid de Corneille, puesta en escena de Francis Huster, Teatro Renaud-Barrault.
- 1986: Diderot et l'abbé Barthélémy, a partir de Denis Diderot, puesta en escena de Jacques Spiesser, Teatro Renaud-Barrault
- 1987: Richard de Gloucester de William Shakespeare, puesta en escena de Francis Huster, Teatro Renaud-Barrault.